# Campeonato Sudamericano de Hockey sobre césped masculino de 2014
El Campeonato Sudamericano de Hockey sobre césped masculino de 2014 se llevó a cabo desde el 8 al 16 de marzo de 2014. Tuvo la particularidad de jugarse dentro de los X Juegos Suramericanos realizados en Santiago, Chile, por lo que se entregó medallas de los juegos a los 3 equipos mejor ubicados. El campeón y el subcampeón clasificaron a los Juegos Panamericanos de 2015. 
El formato fue un todos contra todos con partidos de quinto, tercer y primer puesto. Argentina obtuvo su sexto título al ganarle en la final a Chile por 8-1. Venezuela obtuvo el tercer puesto tras ganarle a Brasil 3-2 en el partido por la medalla de bronce. Paraguay desistió en su participación.

## Equipos participantes
- Argentina
- Brasil
- Chile
- Perú
- Uruguay
- Venezuela

## Grupo único
– Clasificados a la final y clasificados a los Juegos Panamericanos 2015.
     – Jugaran el partido por el tercer puesto.
     - Jugaran el partido por el quinto puesto.
| Equipo    | Pts | PJ | V | E | D | GF | GC | DIF |
| --------- | --- | -- | - | - | - | -- | -- | --- |
| Argentina | 15  | 5  | 5 | 0 | 0 | 58 | 7  | +51 |
| Chile     | 12  | 5  | 4 | 0 | 1 | 20 | 8  | +12 |
| Brasil    | 9   | 5  | 3 | 0 | 2 | 16 | 12 | +4  |
| Venezuela | 6   | 5  | 2 | 0 | 3 | 20 | 17 | +3  |
| Uruguay   | 3   | 5  | 1 | 0 | 4 | 10 | 19 | -9  |
| Perú      | 0   | 5  | 0 | 0 | 5 | 1  | 62 | -61 |

### Resultados
| 8 de marzo, 2014 14:00 |      |      |  |  |
| Argentina              | 27–0 | Perú |  |  |

| 8 de marzo, 2014 16:00 |     |         |  |  |
| Brasil                 | 2–1 | Uruguay |  |  |

| 8 de marzo, 2014 18:00 |     |           |  |  |
| Chile                  | 2–0 | Venezuela |  |  |

| 9 de marzo, 2014 14:00 |     |        |  |  |
| Perú                   | 1–8 | Brasil |  |  |

| 9 de marzo, 2014 16:00 |      |           |  |  |
| Argentina              | 10–3 | Venezuela |  |  |

| 9 de marzo, 2014 20:00 |     |         |  |  |
| Chile                  | 2–0 | Uruguay |  |  |

| 11 de marzo, 2014 14:00 |     |           |  |  |
| Uruguay                 | 1–7 | Venezuela |  |  |

| 11 de marzo, 2014 16:00 |     |           |  |  |
| Brasil                  | 1–6 | Argentina |  |  |

| 11 de marzo, 2014 18:00 |      |       |  |  |
| Perú                    | 0–10 | Chile |  |  |

| 12 de marzo, 2014 14:00 |     |        |  |  |
| Venezuela               | 1–4 | Brasil |  |  |

| 12 de marzo, 2014 16:00 |     |      |  |  |
| Uruguay                 | 8–0 | Perú |  |  |

| 12 de marzo, 2014 20:00 |     |           |  |  |
| Chile                   | 3–7 | Argentina |  |  |

| 14 de marzo, 2014 16:00 |     |      |  |  |
| Venezuela               | 9–0 | Perú |  |  |

| 14 de marzo, 2014 18:00 |     |         |  |  |
| Argentina               | 8–0 | Uruguay |  |  |

| 14 de marzo, 2014 20:00 |     |       |  |  |
| Brasil                  | 1–3 | Chile |  |  |

### 5 Puesto
| 16 de marzo, 2014 09:15 |     |      |  |  |
| Uruguay                 | 5–0 | Perú |  |  |

## Segunda fase

### 3 Puesto
| 16 de marzo, 2014 16:00 |     |           |  |  |
| Brasil                  | 2–3 | Venezuela |  |  |

### Final
| 16 de marzo, 2014 18:30 |     |       |  |  |
| Argentina               | 8–1 | Chile |  |  |

| Campeón del Campeonato Suramericano 2014 |
| ---------------------------------------- |
| Argentina Sexto Título                   |

## Clasificación general
| Pos | Equipo    |
| --- | --------- |
| 1   | Argentina |
| 2   | Chile     |
| 3   | Venezuela |
| 4   | Brasil    |
| 5   | Uruguay   |
| 6   | Perú      |

## Clasificados a losJuegos Panamericanos 2015
| Bandera de Argentina | Bandera de Chile |
| Argentina            | Chile            |
| -------------------- | ---------------- |